# Division d'Honneur 1928-1929
La Division d'Honneur 1928-1929 è stata la 29ª edizione della massima serie del campionato belga di calcio disputata tra il 2 settembre 1928 e il 9 giugno 1929 e conclusa con la vittoria del Anversa, al suo primo titolo.
Capocannoniere del torneo fu Raymond Braine (Beerschot AC), con 30 reti.

## Formula
Come nella stagione precedente le squadre partecipanti furono 14 e disputarono un turno di andata e ritorno per un totale di 26 partite.
Le ultime due classificate retrocedettero in Division 1.

## Squadre
| Squadra                  | Città         | Stadio | Stagione 1927-1928  |
| ------------------------ | ------------- | ------ | ------------------- |
| Standard Liegi           | Liegi         |        | 2°                  |
| Berchem Sport            | Anversa       |        | 4°                  |
| Racing Club de Bruxelles | Uccle         |        | 12°                 |
| RC Malines SR            | Malines       |        | 10°                 |
| R. Tilleur FC            | Saint-Nicolas |        | Promotion           |
| Beerschot AC             | Anversa       |        | Campione del Belgio |
| RCS Brugeois             | Bruges        |        | 3°                  |
| Anversa                  | Anversa       |        | 7°                  |
| Union Saint-Gilloise     | Saint-Gilles  |        | 8°                  |
| Daring Club de Bruxelles | Bruxelles     |        | 11°                 |
| ARA La Gantoise          | Gand          |        | 6°                  |
| RFC Malinois             | Malines       |        | Promotion           |
| RRC de Gand              | Gand          |        | 9°                  |
| Liersche SK              | Lier          |        | 5°                  |

## Classifica finale
|  | Pos. | Squadra                     | Pt | G  | V  | N  | P  | GF | GS | DR  |
|  | ---- | --------------------------- | -- | -- | -- | -- | -- | -- | -- | --- |
|  | 1.   | Anversa                     | 39 | 26 | 17 | 5  | 4  | 50 | 24 | +26 |
|  | 2.   | R. Beerschot AC             | 39 | 26 | 16 | 7  | 3  | 62 | 31 | +31 |
|  | 3.   | RC Malines SR               | 31 | 26 | 14 | 3  | 9  | 58 | 56 | +2  |
|  | 4.   | RCS Brugeois                | 29 | 26 | 13 | 3  | 10 | 50 | 39 | +11 |
|  | 5.   | RRC de Gand                 | 28 | 26 | 11 | 6  | 9  | 60 | 49 | +11 |
|  | 6.   | RFC Malinois                | 26 | 26 | 9  | 8  | 9  | 62 | 45 | +17 |
|  | 7.   | Racing Club de Bruxelles    | 26 | 26 | 10 | 6  | 10 | 48 | 44 | +4  |
|  | 8.   | Berchem Sport               | 26 | 26 | 9  | 8  | 9  | 48 | 41 | +7  |
|  | 9.   | Daring Club de Bruxelles SR | 25 | 26 | 9  | 7  | 10 | 88 | 45 | +43 |
|  | 10.  | Liersche SK                 | 25 | 26 | 8  | 7  | 11 | 40 | 47 | -7  |
|  | 11.  | Union Royale Saint-Gilloise | 23 | 26 | 6  | 11 | 9  | 53 | 65 | -12 |
|  | 12.  | Standard Liegi              | 23 | 26 | 9  | 5  | 12 | 38 | 55 | -17 |
|  | 13.  | ARA La Gantoise             | 17 | 26 | 7  | 3  | 16 | 53 | 76 | -23 |
|  | 14.  | R. Tilleur FC               | 9  | 26 | 4  | 1  | 21 | 36 | 79 | -43 |

Legenda:

      Ammesso allo spareggio
      Retrocesso in Division 1
Note:

Due punti a vittoria, uno a pareggio, zero a sconfitta.

### Spareggio
| Anversa | 2 – 0 | R. Beerschot AC |

### Verdetti
- R. Antwerp FC campione del Belgio 1928-29.
- ARA La Gantoise e R. Tilleur FC retrocesse in Division I.